# Субстантивация
Субстантива́ция, или субстантиви́рование (от лат. substantivum — существительное), — переход в разряд имён существительных других частей речи (прилагательных, глаголов, причастий, числительных) вследствие приобретения ими способности непосредственно указывать на предмет (что значит отвечать на вопрос «кто?» или «что?»). Субстантивация — частный случай транспозиции, относится к морфолого-синтаксическому подспособу неморфологического способа словообразования.
Примеры частей речи, подвергаемых субстантивации в русском языке:
- прилагательное: «больной поправился», «военный ранен», «горячее остывает»
- причастие: «командующий отдал приказ», «заведующий не прав», «пишущий перестарался»
- порядковое числительное: «подали на второе»
- собирательное числительное: «двое на качелях»
- наречие: «наше завтра»
- звукоподражательные слова: «услышал мерное тик-так»
- инфинитив: «на покушать», «для посмеяться».

Субстантивация — древний и вместе с тем развивающийся процесс. Например, некоторые прилагательные очень давно перешли в существительные. К ним относятся существительные с суффиксами (ов) и (ин), обозначающие фамилии и названия населённых пунктов: Иванов, Петров, Никитин, Фомин, Марьино, Митино и др.
Примеры явления из более позднего времени — использование в качестве существительных таких слов, как перевязочная, ванная.
Существительное, полученное в результате субстантивации, называется субстантиватом, исходное прилагательное — мотивирующим прилагательным.

## Типы субстантивации
Субстантивация бывает полная и частичная.
О полной субстантивации говорится тогда, когда прилагательное полностью перешло в существительное, как прилагательное оно уже не может использоваться (портной, мостовая, горничная, приданое).
При частичной (неполной) субстантивации слово употребляется то как прилагательное, то как существительное (военный врач и военный, бездетные семьи и бездетные, русский народ и русский).
Можно выделить ещё окказиональную субстантивацию, при которой переход происходит только контекстно. Пример — название рассказа А. П. Чехова — «Толстый и тонкий». Окказиональной субстантивации противопоставляют узуальную, при которой образовавшееся существительное становится общеупотребимым и понятным вне конкретного контекста.
Выделяют также эллиптическую субстантивацию, которая происходит из словосочетаний в результате опущения существительных, определяемых прилагательными или причастиями; полученные субстантиваты синонимичны этим словосочетаниям: докладная (записка), выходной (день). Такие субстантиваты характерны для разговорной речи: «Купили билеты в Малый».
К эллиптической субстантивации относят собственные имена: топонимы, названия станций, улиц и пр.: Звездный (городок), Пушкинская (улица), Невский (проспект), Большой (театр), Спортивная (станция), Песчаная (бухта), «Игнатьевская» (шахта), «Молодежное» (кафе), «Решительный» (миноносец) и т. п.

## Классификация субстантиватов
Существительные, образованные в результате субстантивации прилагательных в русском языке, классифицируются следующим образом.
- Существительные мужского рода
  - Существительные со значением лица:
    - названия лица по характерному признаку (больной, взрослый, слепой, старший, левый);
    - названия лица по предмету или явлению, к которому оно имеет отношение (рулевой, участковый, военный, ротный, коридорный);
    - названия лица по характерному действию (встречный, ссыльный, ездовой).

  - Существительные — названия животных:
    - клички (Серый, Вороной, Гнедой, Верный);
    - нарицательные наименования: косой (заяц), косолапый (медведь).

- Существительные женского рода
  - Существительные со значением помещения:
    - по действию (моечная, сварочная, перевязочная, приемная, операционная);
    - по лицу, для которого помещение предназначено (учительская, диспетчерская, детская, парикмахерская);
    - по характерному для помещения предмету, находящемуся или производимому в нём (душевая, ванная, бильярдная, булочная, чайная, пельменная);
    - по характерному признаку (холодная, тёмная).

  - Существительные со значением документа (накладная, сопроводительная, похоронная, купчая, челобитная).
  - Существительные со значением части от целого (пятая, седьмая, сотая, тысячная, миллионная).

- Существительные среднего рода
  - Существительные, обобщённо называющие явление по признаку (новое, близкое, прекрасное, трагическое, бессознательное).
  - Существительные, называющие вид одежды (штатское, зимнее, летнее, серое).
  - Существительные, называющие блюда, лекарства и т. п. (сладкое, мучное, мороженое, спиртное, горячительное, первое, второе, снотворное, жаропонижающее, наружное).
  - Единицы классификации растительного и животного мира, чаще употребляются в форме множественного числа (цитрусовые, хоботные, сумчатые, иглокожие, пернатые).
  - Названия населённых пунктов негородского типа (Новое, Глубокое, Отрадное, Изобильное, Дачное, Ягодное).
  - Названия пошлин и платежей (в основном устаревшие: отступное, подушное, поземельное, подворное, выкупное). Тип непродуктивен.

- Pluralia tantum
  - Названия видов денег и платежей (суточные, наличные, отпускные, подъемные, премиальные, авторские).

- При эллиптической субстантивации субстантиват получает род и число того существительного, которое определялось прилагательным.

## Номинализация
Прямая номинализация — слова или лексические единицы, которые соответствуют глаголам (бег, отказ, ходьба, распитие).
Косвенная номинализация — неглагольные слова, которые только в определённом контексте отображают процесс (после больницы — значит: болел).
Субъектная номинализация — ситуация, в которой номинализация является подлежащим («расстрел произошёл такого-то числа»).
Объектная номинализация — номинализация стоит в объекте, в позиции дополнения или обстоятельства («из-за отчаяния невозможно посмотреть на всё трезво».)

## Приёмы определения субстантиватов
Приёмы, позволяющие выявить субстантивированные прилагательные, причастия и числительные:
1. Функционирующий в предложении субстантиват может быть всегда расширен до словосочетания по следующий формулам: прилагательное+существительное, причастие+существительное (Вошедшие, не забудьте взять билет! — Вошедшие пассажиры, не забудьте взять билет!). Если слово не является субстантиватом, то подобные словосочетания нельзя образовать (Главнокомандующим (?) был назначен генерал Жуков).
2. Иногда для того чтобы определить, является ли слово субстантиватом, можно образовать контекстуально синонимичные пары с соответствующим существительным:
  - наименование лица по производимому действию (докладывающий — докладчик, предъявляющий — предъявитель, инспектирующий — инспектор);
  - наименование лица, производящего воздействие на лицо, названное субстантиватом (преследуемый — преследователь, эксплуатируемый — эксплуататор, спасенный — спаситель).
3. Подбор подходящих по смыслу синонимов-существительных: Слышны отчётливые позывные (сигналы, звуки); или замена родового наименования видовым: рабочий — токарь, слесарь.
4. Числительные в тексте можно заменить цифровым эквивалентом (Прошел первый (1) день, второй (2), третий (3)…), существительные — нет (На первое — борщ, на второе — котлеты, на третье — кисель).